# اجالیا
اجالیا (به لاتین: Ajalia) یک منطقهٔ مسکونی در بنگلادش است که در استان باریسال واقع شده‌است.